# پلاک وسایل نقلیه استان گلستان
کدهای استان گلستان ۵۹ و ۶۹ می‌باشد. در خودروهای عمومی، تاکسی‌ها و خودروهای دولتی حرف پلاک همیشه یکسان است. اما در خودروهای شخصی این حرف بستگی به شهری دارد که پلاک خودرو در آن ثبت شده‌است.
- نکته؛ با توجه به محدودیت و کمبود پلاک، پلاک‌های فک شده همان شهرستان که یک سال بدون استفاده باقی مانده واگذار می‌شود.

پلاک فکی ۶۹ س درحال واگذاری است

## کد ۵۹ - مرکز استان (گرگان)
| حرف | شهرستان                                        | وضعیت شماره‌گذاری                                  |
| --- | ---------------------------------------------- | ------------------------------------------------- |
| الف | خودروهای دولتی استان                           | سرشماره ۱۹ درحال واگذاری                          |
| ب   | گرگان (۱)                                      | پایان شماره‌گذاری                                  |
| ت   | تاکسی‌های استان                                 | سرشماره ۳۵ درحال واگذاری                          |
| ج   | گرگان (۲)                                      | پایان شماره‌گذاری                                  |
| د   | گرگان (۳)                                      | پایان شماره‌گذاری                                  |
| ژ   | خودروهای جانبازان استان خودروهای معلولین استان | سرشماره ۱۱ درحال واگذاری سرشماره ۵۱ درحال واگذاری |
| س   | گرگان (۴)                                      | پایان شماره‌گذاری                                  |
| ص   | گرگان (۵)                                      | پایان شماره گذاری                                 |
| ط   | گرگان (۶)                                      | پایان شماره گذاری                                 |
| ع   | خودروهای عمومی استان                           | سرشماره ٨٩ درحال واگذاری                          |
| ق   | گرگان(۷)                                       | سرشماره ۱۶درحال واگذاری                           |
| ک   | ادوات کشاورزی استان                            | سرشماره ۶۷ درحال واگذاری                          |
| ل   | ذخیره                                          |                                                   |
| م   | ذخیره                                          |                                                   |
| ن   | ذخیره                                          |                                                   |
| و   | ذخیره                                          |                                                   |
| ه‍   | ذخیره                                          |                                                   |
| ی   | ذخیره                                          |                                                   |

## کد ۶۹ - استان گلستان
| حرف | شهرستان                  | وضعیت شماره گذاری         |
| --- | ------------------------ | ------------------------- |
| ب   | گنبد کاووس (۱)           | پایان شماره گذاری         |
| ج   | بندرترکمن، گمیشان        | پایان شماره گذاری         |
| د   | کردکوی                   | سرشماره ۶۷ در حال واگذاری |
| س   | علی‌آباد                  | پایان شماره گذاری         |
| ص   | آزادشهر                  | سرشماره ۷۸ در حال واگذاری |
| ط   | مینودشت، گالیکش          | پایان شماره گذاری         |
| ع   | خودروهای عمومی استان (۲) | ذخیره                     |
| ق   | بندر گز                  | سرشماره ۵۳ در حال واگذاری |
| ل   | رامیان                   | سرشماره ۷۲ در حال واگذاری |
| م   | آق‌قلا                    | پایان شماره گذاری         |
| ن   | کلاله، مراوه‌تپه          | پایان شماره گذاری         |
| و   | گنبد کاووس (۲)           | پایان شماره گذاری         |
| ه‍   | گنبد کاووس (۳)           | پایان شماره گذاری         |
| ی   | ذخیره                    | ذخیره                     |

پلاک موتورسیکلت: ۵۹۴، ۵۹۵، ۵۹۶، ۵۹۷